# The Life of Birds
The Life of Birds je BBC-jeva dokumentarna serija o naravi, ki jo je napisal in predstavil David Attenborough, prvič pa so jo v Združenem kraljestvu predvajali 21. oktobra 1998.
Študija o razvoju in navadah ptic je bila tretja Attenboroughova specializirana raziskava po njegovi glavni trilogiji, ki se je začela z  Life on Earth (Življenje na Zemlji). Vsaka od desetih 50-minutnih epizod razpravlja o tem, kako se ogromno različnih ptic na svetu spopada z drugačnimi vidiki vsakodnevnega obstoja.
Serija je nastala v sodelovanju z BBC Worldwide Americas Inc. in PBS. Izvršni producent je bil Mike Salisbury, glasbo pa sta zložila Ian Butcher in Steven Faux. Leta 1999 je prejel Peabodyjevo nagrado za kombinacijo »spektakularnih podob in brezhibne znanosti«.
Del Attenboroughove serije programov 'Življenje', pred njim je bilo The Private Life of Plants (Zasebno življenje rastlin - 1995), sledilo pa mu je The Life of Mammals (Življenje sesalcev - 2002). Pred prenosom slednjega je David Attenborough predstavil Stanje planeta (State of the Planet , 2000) in pripovedoval Modri planet (The Blue Planet, 2001).

## Ozadje
Tako kot pri Attenboroughovih prejšnjih produkcijah programi vključujejo sekvence, ki so bile posnete na številnih lokacijah. Serija je nastajala tri leta in je vključevala obiske 42 držav. To temo je Attenborough že obravnaval v Life on Earth, v epizodi z naslovom "Gospodarji zraka", zdaj pa jo je razširil. A Attenborough po lastnem priznanju kljub temu, da ga je ena družina, rajčice, posebej fascinirala, ni bil strokovnjak za ornitologijo. Kljub temu ga je zamisel o celotni seriji, posvečeni bitjem, navdušila, saj bo lahko svoje ugotovitve ne le posredoval občinstvu, ampak bo nadgradil tudi svoje znanje.
Od vsega začetka je bila produkcijska ekipa odločena, da se zvok ptičjega oglašanja in petja ne bo naknadno presnemal na posnete slike: posnel se bo sočasno. V ta namen so skrbno pazili, da ne bi vključili zvokov, ki jih povzroči človek, kot so avtomobili in letala. Za določeno sekvenco, refren zore, je bilo pomembno, da je bilo gibanje kljuna in izpuščenega toplega zraka sinhrono s spremljajočo pesmijo.
Trik, s katerim so nekaj živali privabili h kameri, je bil predvajanje posnetka iste vrste v upanju, da se tarča ne bo le odzvala, ampak bo raziskala tudi njen izvor. To je bilo uporabljeno v epizodi »Signali in pesmi«, kjer je Attenborough spodbudil ptico lirorepca (Menura) – enega najboljših posnemalcev narave –, da je nastopil na ukaz. Kljub takim naključjem pa snemanje serije ni bilo čisto preprosto: v »Iskanju partnerjev« je Attenborougha lovil divji petelin, ki se ni ustavil niti ob padcu voditelja.
Tehnika, ki je bila prej uporabljena za The Living Planet  (Živi planet), je bila ponovno uporabljena za snemanje sivih gosi med letom. Na novo izležene goske je bila vtisnjena človeška 'mama' in ko so popolnoma odrasli, so jih lahko fotografirali med letenjem ob avtomobilu z odprto streho. Računalniška animacija je bila uporabljena v prvi epizodi za ponazoritev izumrlih vrst, kot sta Phorusrhacidae (grozljiva ptica) in moa.
Produkcija je bila nenadoma ustavljena med potovanjem na Novo Zelandijo leta 1997, ko je umrla Attenboroughova žena Jane:
 Naslednje snemanje serije Ptice je bilo seveda odpovedano. Nisem pa mogla preprosto opustiti serije. Opravljenih je bilo tri četrtine snemanja. Filmi nekaterih oddaj so bili zmontirani, vendar še ni bil napisan noben komentar. Moral sem opraviti veliko dela – in bil sem hvaležen, da je bilo tako.

## Epizode
Ptice so najbolj uspešni aeronavti, kar jih je svet kdaj videl. Letijo visoko in nizko, z veliko hitrostjo in zelo počasi. In vedno z izjemno natančnostjo in kontrolo.— Uvodna pripoved Davida Attenborougha

### 1. "Leteti ali ne leteti?"
Prva epizoda, predvajana 21. oktobra 1998, govori o tem, kako so se ptice prvič povzpele v nebo za žuželkami. Začne se v Mehiki, kjer Attenborough opazuje, kako netopirje premaga rdečerepa kanja (Buteo jamaicensis). Pterozavri so bili predhodniki ptic, približno 150 milijonov let po tem, ko so kačji pastirji razvili način letenja, a so sčasoma izumrli skupaj z dinozavri. Ptice so se do takrat že razvile iz zgodnjih oblik, kot je arheopteriks, prvo bitje, ki je imelo perje. Njegovo poreklo je mogoče izslediti prek plazilcev in nekatere sedanje vrste, kot je jadralni kuščar (Draco maculatus), morda kažejo poti, po katerih je morda šla ta evolucija. Ena največjih ptic, ki so kdaj obstajale, je bila grozljiva ptica, ki se je razširila po izginotju dinozavrov in je bila visoka do 2,5 metra. Za primerjavo, noj je največja in najtežja živa ptica, čeprav ni v tesnem sorodstvu. Najbrž je večino ptic v zrak pognalo izogibanje plenilcem, zato so se njihovi neleteči bratranci razvili, ker so imeli malo sovražnikov. Zato je večja verjetnost, da bodo takšne vrste najdene na otokih, zato Attenborough obišče Novo Zelandijo, da bi opazoval njeno veliko raznolikost, predvsem |kivija. Upodobljena je tudi moa, še eno ogromno bitje, ki ga zdaj ni več. Takahe (Porphyrio hochstetteri) je izjemno redek in visoko v gorah Nove Zelandije Attenborough odkrije enega izmed populacije le 40 parov. Nazadnje, še en primer na robu izumrtja je kakapo, ki je v nekem trenutku štel le 61 osebkov. Zasliši se klicanje samca - neizmerno ojačan globok ton, ki ga je mogoče slišati na velikih razdaljah od njegovega gnezda.

### 2. "Mojstrstvo letenja"
Epizoda se ukvarja z mehaniko letenja. Dviganje v zrak je daleč najbolj naporna dejavnost ptice in Attenborough opazuje strižnike na Japonskem, ki so začeli plezati po drevesih, da bi jim zagotovili dobro odskočno točko. Albatrosi so tako veliki, da se lahko izstrelijo šele po zaletu, ko ustvarijo pretok zraka čez svoja krila. Kombinacija aerodinamike in navzgor usmerjenih zračnih tokov (ali termike) skupaj s plapolanjem ali drsenjem je tisto, kar ohranja ptico v zraku. Pristanek zahteva manj energije, vendar večjo stopnjo spretnosti, zlasti za velike ptice, kot so labodi. Težo vzdržujejo čim manjšo, s kljunom iz keratina namesto kosti, lahkim okostjem in perjem, ki ga skrbno vzdržujejo. Sokol selec ima rekord kot najhitrejši v zraku, saj se spušča s hitrostjo nad 300 km/h. Nasprotno pa se pegasta sova zahvaljuje svojemu plenilskemu uspehu s počasnim letenjem, medtem ko postovka z lebdenjem opazi svoj plen. Vendar pa so pravi specialisti na tem področju kolibriji, katerih krila zamahnejo kar 25-krat na sekundo.. Raziskujejo navade ptic selivk. Po zalogi hrane med kratkim poletjem na severu se bodo takšne vrste odpravile na dolga potovanja proti jugu. Nekateri, kot je snežna gos, potujejo neprekinjeno in za navigacijo uporabljajo tako zvezde kot sonce. So v nasprotju z ujedami in jastrebi, ki drsijo nad kopnim na toplem zraku in se morajo zato čez noč ustaviti.

### 3. "Nenasiten apetit"
Naslednja epizoda se osredotoča na prehranske potrebe in na to, kako so različne vrste razvile kljune, da ustrezajo njihovim individualnim zahtevam. Slednji se pojavljajo v številnih oblikah. Plavček in lišček imata kljune podobne pincetam, s katerimi izločajo semena, medtem ko se dleskov britevski kljun spopade s češnjevo koščico. Vendar pa je mali krivokljun (Loxia curvirostra)) edini ščinkavec, ki lahko zasuka mandibule v nasprotni smeri. Šoje želod za zimo shranijo tako, da ga zakopljejo v zemljo, žolne pa jih lahko hranijo v enem deblu tudi do 60.000. Zaželen je tudi rastlinski sok, za pridobivanje pa se uporabljajo različni načini. Hoacin je edini specializirani listojedec in ima zato prebavni sistem bolj podoben govejemu. Rastline rekrutirajo ptice, da pomagajo pri opraševanju in kot nagrado ponujajo nektar. Kolibriji jedo malo drugega, kljun Ensifera ensifera pa je glede na telo najdaljši od vseh ptic. Zelo cenjene so tudi žuželke in dokazano je, da imajo galapaški ščinkavci nekaj iznajdljivosti, saj ne le odstranjujejo lubje, ampak uporabljajo tudi »orodja«, da dosežejo svoj plen. Vrani veljajo za najbolj inteligentne ptice, ena pa je prikazana, kako z vejico zabada ličinko v podrtem hlodu. Taščica je oportunist in Attenborough opazuje eno, kako grabi zalogaje, medtem ko koplje zaplato zemlje. V Južni Ameriki govedar (Machetornis rixosa) sedi na vrhu ustrežljive kapibare in iz svoje izhodiščne točke opazuje mimoidočo hrano, ki bi jo lahko izrinil njegov partner na paši.

### 4. "Mesojedci"
Ta epizoda obravnava tiste ptice, ki se prehranjujejo z mesom in njihove metode lova. Na Novi Zelandiji Attenborough opazuje keaje (Nestor notabilis), papige, ki ne jedo izključno mesa, kako kopljejo v rov strižnika za piščancem. Vendar pa je velik del programa namenjen pticam ujedam, kot so sove, kanjam, orli, sokoli in jastrebi. Da bi opazili in zasledovali svoje žrtve, so čutila za vid in sluh zelo izostrena. Jastrebi so izjema, saj pojedo tisto, kar ostane drugim in ko najdejo truplo, se nanj spusti toliko ptic, da se mrhovina zdi potopljena pod njimi. Puranji jastreb (Cathartes aura) je anomalija v svoji skupini, saj ima tudi izostren voh. Jezerci odločno branijo svoje ozemlje, par jezercev pa je prikazan v bitki v zraku. Galapaški sokol lovi morske legvane, vendar lahko to počne le, ko je njegov plen ranljiv, v času gnezdenja. Afriški lunj (Polyboroides typus) se je prilagodil pridobivanju vrtajočih se živali zaradi posebej dolgega para nog z dvojnim členkom. Nasprotno pa srakoper ni opremljen s potrebnim ostrim kljunom in kremplji, ki so potrebni za klanje, zato svoje ubito meso razkosa tako, da ga nabode na trnje akacij. Brkati ser se prehranjuje s kostmi in jih z velike višine vrže na skale, da jih razdrobi na prebavljivo velikost. Predstavljeni so tudi skobec, kragulj in sokol selec.

### 5. "Ribolov za preživetje"
Ta epizoda podrobno opisuje prebivalce rek in oceanov. Povodni kos plava povsem pod vodo, da išče hrano, vodomci (Alcedinidae) pa uporabljajo tehniko 'harpune' in se potapljajo z razgledne točke. Vendar pa strelec (Anhinga) uporablja kombinacijo obeh metod, pri čemer zalezuje svoj plen pod vodo, preden ga nabode. Nasprotno pa rdeča čaplja (Egretta rufescens) uporablja nekakšen ples, da odplakne vodne prebivalce. Skejmerji (Rynchops) imajo različno velike čeljusti, spodnjo pa uporabljajo za posnemanje vodne površine za majhne ribe. Raca je razvila vrsto ribiških veščin. Nekatere se potapljajo, kot je raca mlakarica, medtem ko so druge bolj poenostavljene oblike in so doma pod vodo, kot je veliki žagar (Mergus merganser). Pobrežniki, ki so specializirani za hranjenje na blatnih ravninah ob oseki, so sabljarka, limosa, kratkokljuni greznik in peščenec (Calidris alba). Pelikani se prehranjujejo v skupinah, njihovi mešičasti kljuni so uspešnejši, če se uporabljajo skupaj. Strmoglavci lovijo ribe v odprtem oceanu in so prikazani, kako množično bombardirajo jate rib. Attenborough obišče otok Lord Howe ob Avstraliji in s posnemanjem oglašanja različnih ptic povabi k raziskavi skupino radovednih viharnikov (Pterodroma solandri), ki so avtohtoni. Ker v njihovem habitatu ni ljudi, so zelo zaupljiva vrsta, kar Attenborough odkrije, ko se eden usede na njegovo roko. Na navidezno praznem območju oceana ga lahko voditelj v nekaj sekundah napolni z različnimi morskimi pticami, preprosto tako, da v vodo vrže ribje olje.

### 6. "Signali in pesmi"
Epizoda opisuje načine komuniciranja. Kolonija brinovk na Švedskem odvrne krokarja od vdora v gnezdo s skupnim sprožanjem zvočnega alarma. Vendar pa v angleškem gozdu vse vrste sodelujejo, da bi druga drugo prikrito opozorile na bližajočo se nevarnost. Nasprotno pa je prikazan sončnik (Eurypyga helias), ki širi svoje perje, da bi odvrnil skupino roparskih jastrebov. Člani družine ščinkavcev ponazarjajo, kako barva pomaga pri prepoznavanju. Ptice imajo odličen barvni vid in perje mnogih vrst reagira na ultravijolično svetlobo. Ptice, ki se zbirajo v jatah, kot so vrabci, imajo tudi 'sistem razvrščanja', ki določa položaj v skupini. V Patagoniji Attenborough dokaže učinkovitost zvoka: s trkanjem na drevo prikliče Magellanovo žolno (Campephilus magellanicus). Narava tropskih deževnih gozdov pomeni, da so njihovi prebivalci veliko glasnejši od tistih v drugih habitatih, in prikazanih je več takih vrst. Philesturnus spreminjajo svoje klice, tako da je mogoče prepoznati celo posameznike z različnih območij. Zborni refren daje skrivnost, saj se moramo še veliko naučiti o tem, zakaj toliko različnih ptic poje skupaj ob istem času dneva. (Razglasitev ozemlja ali privabljanje partnerjev sta dva verjetna razloga.) Na koncu Attenborough predstavi odlično ptico navadnega lirorepca (Menura novaehollandiae) kot enega najbolj vsestranskih izvajalcev: je spreten posnemovalec in ta posnema ne samo druge vrste, ampak tudi kamere, avtomobilski alarm in verižno žago.

### 7. "Iskanje partnerjev"
Ta epizoda razpravlja o ritualih parjenja. Če ptičji samec išče partnerko in ima primerno gnezdo, mora na to dejstvo opozoriti bodisi s klicanjem, vizualnim prikazom ali obojim. Primer slednjega je burnica s svojo napihnjeno grleno vrečko. Dvorjenje kljunorožca, med mnogimi drugimi, vodi tudi do ponudbe daril. Pri nekaterih vrstah je lahko pomemben del tudi ples, ponirki pa so prikazani med izvajanjem pas de deux. Petelin Pipra rupicola, ki v skupini pleše solo, je v nasprotju s skupinskim nastopom manakina ( Pipridae). Ko se med parom vzpostavi zaupanje, lahko sledi medsebojno češljanje. Po parjenju posamezniki običajno ostanejo skupaj, da vzgojijo svojo morebitno družino. Tragopan temminckii s svojim lepim in barvitim vratom, himalajski Lophophorus impejanus z žarečimi barvami perja in veliki argus (Argusianus argus) do pava s svojim barvitim in ogromnim repom so predstavniki.
V zvezi s tem sta nandu in falarop poudarjena kot nenavadna, saj je v obeh primerih samec tisti, ki inkubira jajca. Nekatere samice bodočega spremljevalca ocenjujejo po sposobnosti gradnje gnezda, kar je očiten del tkalčevega vedenja. Utičarji predstavljajo enega najbolj dovršenih prikazov: koči podobno konstrukcijo, ki jo dopolnjuje zbirka predmetov, zasnovanih za vtis. Konkurenca med samci je lahko ostra. Na Škotskem Attenborough opazuje divja petelina, ki se spopadata v bitki – potem ko eden od njiju zasleduje voditelja. Ptičje mnogomoštvo ni zelo razširjeno, vendar jo ponazarja čudovita pravljičarka (Malurus cyaneus), kjer samčeva družina zlahka vzgaja mladiče, ki jih ni zaplodil.

### 8. "Zahteve jajc"
Ta epizoda raziskuje, kako daleč bodo šle ptice, da zagotovijo, da bodo njihovi piščanci prišli na svet. Attenborough začne na otoku na Sejšelih, kjer so črnoperute čigre (Onychoprion fuscatus), ki so doslej svoje življenje preživljale na krilu, pristale, da bi izlegle jajca. To je za ptice nujno, saj so jajca pretežka, da bi jih lahko dalj časa nosila v zraku. Nujno je, da so gnezda čim dlje od plenilcev, prikazane pa so tudi nenavadne lokacije zanje, kot so: za vodno zaveso  Iguasujskih slapovi v Južni Ameriki (kot si jih izberejo hudourniki), pečine na argentinski obali, ki jih ljubijo papige, mravljišče, v katerem živi žolna in drevesna luknja, v katero se zapre samica kljunorožca. Jajca potrebujejo toploto in nekatera gnezda so izolirana s perjem lastnikov, druga od tistih, ki jih najdejo drugje. Zunanje temperature narekujejo način inkubacije jajc. Snežna sova mora to storiti sama zaradi svojega habitata; vendar pa Macrocephalon maleo lahko izkoristi sončno ogrevanje. Tudi količina odloženih jajčec je različna: kivi na primer le eno, plavček pa jih odloži veliko. Njihova lisasta površina jim služi za kamuflažo. Ptice, ki kradejo jajca, so tukani in currawonge. Za odvračanje tatov se uporabljajo številne strategije, kot ponazarjata Acanthiza chrysorrhoa, ki zgradi vabno gnezdo na svojem dejanskem gnezdu, in plavček, ki odvrača pozornost roparjev tako, da se pretvarja, da je poškodovan.

### 9. "Težave starševstva"
Predzadnja epizoda se osredotoča na načine, kako ptice vzgajajo svoje potomce. Ko uspešno inkubirajo svoja jajca, pride trenutek, ko se izvalijo - in takrat se začne pravi izziv: hranjenje piščancev. Prikazana sta ostroglež in povodni kos, ki to počneta tako rekoč neprekinjeno ves dan. Gouldova amadina (chloebia gouldiae) ima nadaljnjo težavo, saj je njeno gnezdo v votlih drevesih temno znotraj, zato imajo mladiči v ustih vidne oznake za identifikacijo. Ponirke hranijo s perjem, s katerim obložijo želodec in ga tako zaščitijo pred ribjimi kostmi. Liske in pelikani so med tistimi, ki se obrnejo sami in izsilijo smrt zaradi lakote, če je hrane premalo. Evropska kukavica prevara druge vrste, da vzredijo njenega piščanca, vendar pri tem nikakor ni sama. Zaščita družine je prav tako prednostna naloga in grivasta gos je prikazana, kako gnezdi blizu snežnih sov kot sredstvo zavarovanja, a takoj ko se jajca izležejo, morajo z mladiči pobegniti, da svojim sosedom ne dajo lahkega obroka. Približno milijon črnoperutih čiger na Sejšelih dokazuje, da obstaja varnost v številu, bližnje plenilske čaplje pa nimajo veliko uspeha pri poskusu kraje. Obnašanje arabskih drozgačev (Argya squamiceps) je bolj podobno tropu opic: vse naredijo v korist skupine kot celote. Sčasoma bo prišel dan, ko bo polet vabil in odrasel ptič bo zapustil gnezdo, da bi si ustvaril lastno družino.

### 10. "Meje vzdržljivosti"
Zadnja epizoda, predvajana 23. decembra 1998, raziskuje izzive, ki jih je treba premagati, če hočejo ptice preživeti. Stepske kokoške so vrsta, ki se je prilagodila življenju v puščavi: njeno oprsje je sposobno absorbirati vodo, ki jo lahko prenese svojim mladičem. Čapljar (Dromas ardeola) gnezdi v pesku in se zakopava, dokler ne najde ugodne temperature. Ptice, ki izberejo oddaljene kraje, se lahko zelo razmnožijo, kot plamenci na afriškem jezeru Natron. Medtem pa lahko pozimi celotno svetovno populacijo očalastih gag (Somateria fischeri) najdemo le v nekaj skupinah na delih Arktičnega oceana. Mesto je razmeroma nov življenjski prostor, vendar so se ga mnogi navadili, na primer ameriški vranji jastreb (Coragyps atratus) v São Paulu. Na Japonskem so se vrane naučile lomljenja orehov tako, da jih odvržejo na prehode za pešce in počakajo, da se promet ustavi, preden jih poberejo. V Severni Ameriki so gnezdišča škrlatne obvodne lastovke (Progne subis) popolnoma odvisna od ljudi. Attenborough poudari vpliv človeka z opisom pacifiškega otoka Guam, katerega populacija ptic je bila izbrisana po naključnem vnosu rjavih drevesnih kač v 1940-ih. Primeri vrst, ki so bile lovljene do izumrtja, so huia (Heteralocha acutirostris), velika njorka in najbolj znan dodo. Vendar pa se izvajajo prizadevanja za ohranitev, kot so tista za avstralsko oranžnotrebušasto papigo (Neophema chrysogaster), rožnatega goloba (Nesoenas mayeri) in papigo Psittacula eques (zadnja dva na Mavriciju).
 Ptice so letale s celine na celino veliko pred nami. Dosegle so najhladnejši kraj na Zemlji, Antarktiko, veliko pred nami. Lahko preživijo v najbolj vročih puščavah. Nekateri lahko ostanejo na krilu več let. Lahko obkrožijo svet. Zdaj smo zavzeli zemljo, morje in nebo, a s spretnostjo, skrbjo in znanjem lahko zagotovimo, da bo na Zemlji še vedno prostor za ptice v vsej njihovi lepoti in raznolikosti – če hočemo... In zagotovo bi morali. — David Attenborough, v zaključku

## DVD in knjiga
Serija je na voljo v Združenem kraljestvu za Regiji 2 in 4 kot DVD s tremi ploščami (BBCDVD1020, izdan 4. decembra 2000) in kot del zbirke The Life. Vsaka epizoda vključuje dodatne posnetke, dostopne ločeno.
Spremno knjigo Življenje ptic Davida Attenborougha (ISBN 0-563-38792-0) je izdala BBC Books 24. septembra 1998.